# Samantha Hunt

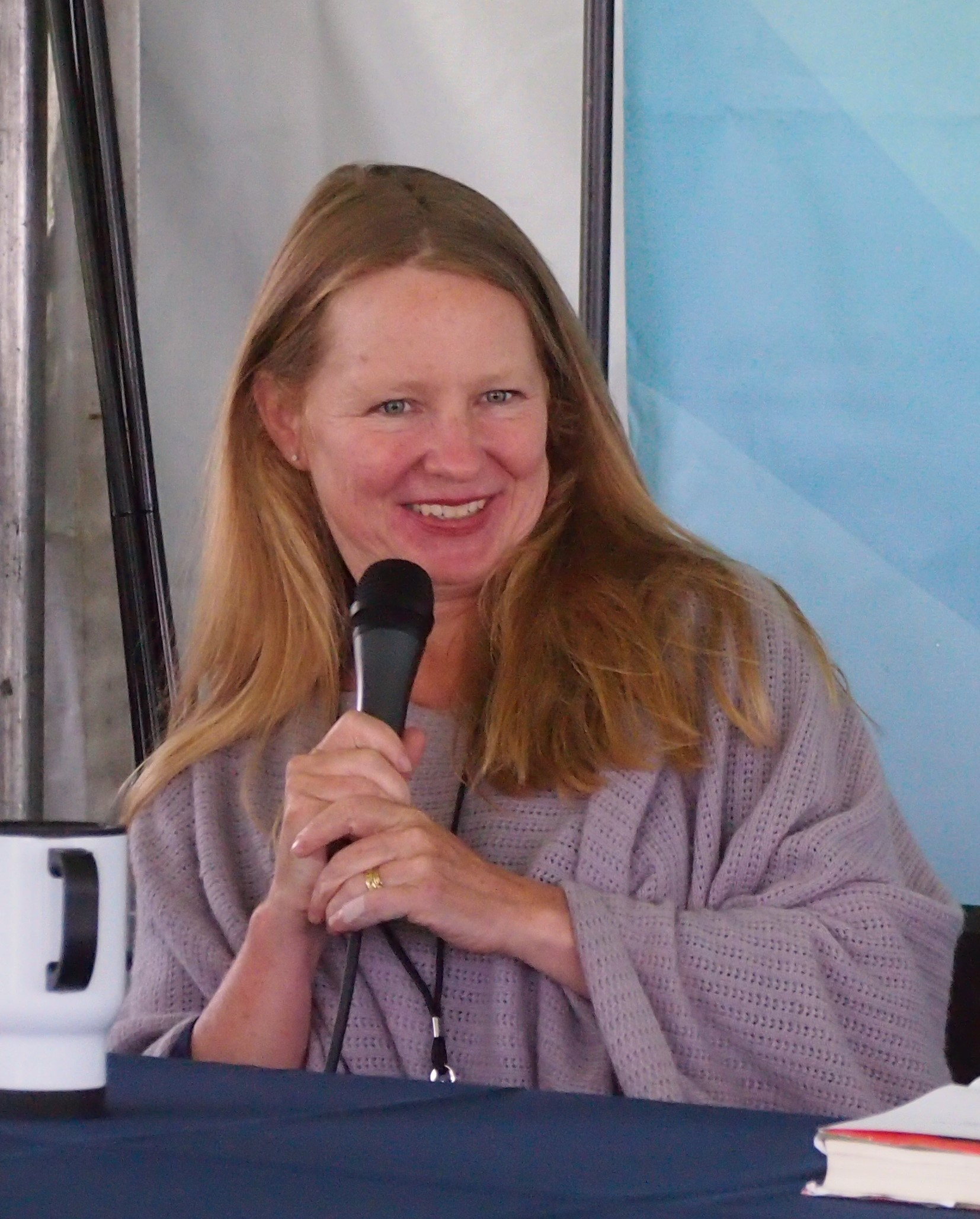
Samantha Hunt

Samantha Hunt (geboren 1971 in Mount Kisco, New York) ist eine US-amerikanische Schriftstellerin.

## Leben
Samantha Hunt ist das jüngste von sechs Kindern, ihre Mutter malt gelegentlich, ihr Vater ist Herausgeber. Sie studierte Geologie und Literatur an der University of Vermont und erhielt einen MFA beim Warren Wilson College MFA Program for Writers am Warren Wilson College.
Samantha Hunts Essays und Kurzgeschichten erscheinen u. a. in The New Yorker, New York Times Magazine, McSweeney’s, Esquire, The Village Voice, Tin House, New York Magazine und Harper’s Bazaar sowie in der Radiosendung This American Life. Ihr erster Roman The Seas erhielt den National Book Award für Schreiber unter 35 Jahren und  wurde für den Orange Prize nominiert, zweiter Roman The Invention of Everything Else über den Erfinder Nikola Tesla kam dort auf die Shortlist und erhielt außerdem 2010 den Bard Fiction Prize des Bard College. Sie schrieb außerdem die Einführung zu einer Neuauflage der autobiografischen Aufsätze Teslas. Ihr Theaterstück The Difference Engine befasst sich mit dem Erfinder Charles Babbage, es kam 2003 am Theater of a Two-Headed Calf heraus.
Hunt unterrichtet Schreiben am Pratt Institute in Brooklyn. Sie lebt in Tivoli (New York).

## Werke (Auswahl)
- The Unwritten Book: An Investigation. Farrar, Straus and Giroux, New York 2022, ISBN 978-0-374-60491-2.
- Mr Splitfood. Boston : Houghton Mifflin Harcourt, 2016
- Nikola Tesla: My Inventions and Other Writings. Einführung Samantha Hunt. New York, N.Y. : Penguin Books, 2011 (Neuausgabe)
- The Invention of Everything Else. Boston : Houghton Mifflin Co., 2008
- The Seas.  San Francisco : MacAdam/Cage Pub., 2004
  - Nixenkuss : Roman. Übersetzung Bettina Abarbanell. Hamburg : Marebuch, 2006